# Amelanchier humilis
Amelanchier humilis är en rosväxtart som beskrevs av Karl McKay Wiegand. Amelanchier humilis ingår i släktet häggmisplar, och familjen rosväxter. Utöver nominatformen finns också underarten A. h. typica.